# Pattalinus griseolus
Pattalinus griseolus là một loài bọ cánh cứng trong họ Cerambycidae.